# 奇怪的病号
《奇怪的病号》是一部中国上海美术电影制片厂制作的动画短片，改编自作家叶永烈的原著《来历不明的病人》，于1978年上映。

## 剧情简介
菜地里喷洒了农药，地里的害虫悉数被除，唯有一只菜青虫幸存。菜青虫隐瞒了自己的真实身份，得以被送至益虫医院救治，但在其住院期间，菜青虫种种怪异表现，引起了众人的怀疑。很快，菜青虫的真实身份就被发现。身份暴露后，菜青虫不见了踪影。在众人的追捕下，菜青虫虽进行了多次藏匿和伪装，但最终还是落了网。